# ステファノ・マウリ
ステファノ・マウリ（Stefano Mauri, 1980年1月8日 - ）は、イタリア・モンツァ出身の元サッカー選手。現役時代のポジションはMF。元イタリア代表。
2006年ごろからイタリアサッカー界を騒がせているカルチョ・スキャンダルに関わったとして、2012年5月28日、イタリアの警察に逮捕された。

## タイトル

### タイトル
SSラツィオ
- コッパ・イタリア ： 2008-09, 2012-13
- スーペルコッパ・イタリアーナ ： 2009